# オージーケーカブト
株式会社オージーケーカブトは、ヘルメットおよび車両周辺部品の製造販売を行なう企業。本社は大阪府東大阪市に所在。

## 概要
オージーケー技研よりヘルメット関連の部門が、1982年に分社化される形で創業し、2006年7月に現在の社名となった。
現在はヘルメットだけでなく、自転車用のアクセサリーやゴーグル・サイクルジャージなども販売している。

## ヘルメット
2016年現在、ヘルメットに関しては母体のオージーケー技研ではなくオージーケーカブトが独自展開しており、オートバイ業界で「OGK」といえばオージーケーカブトを指す。SHOEIやアライヘルメットに次ぐ第3のメーカーであり、幅広いジャンルで商品展開している。
オートバイ用ヘルメットは、スネル規格を取得しているFF-5V、ECE22.05規格とMFJ公認を取得しているRT-33など一部のモデルを除き、日本国内向けはSG規格のみの対応だが、日本国外向けではヨーロッパのEN規格、オーストラリアのAS規格、アメリカのDOT規格、スネル規格なども取得しているモデルがある。なお、2010年からSG規格は従来のJIS規格と同じ衝撃テストを行うように改定され、SGとJISは単にJIS認定工場で生産されているかどうかの差だけとなっている。主なユーザーとしては、日本では大久保光/秋吉耕佑/長谷川聖、国外ではレミー・ガードナーなどがいる（2022年現在）。
またスポーツ用自転車市場でも急速にシェアを伸ばしており、こちらも日本国内でのシェアは国外メーカーを抑えてトップに位置し、アジア圏でもシェア率は高い。2009年からフランスのチーム、Bbox ブイグテレコムにヘルメットを提供している。

### ラインナップ（一部）

#### オートバイ用ヘルメット

##### フルフェイス
- FF-5V（特大サイズ設定あり）
- FF-RIII
- FF-MJ（オフロード用。XSサイズのみ）
- エアロブレードIII
- エアロブレードV
- KAMUI-II
- KAMUI-III
- RT-33（特大サイズ設定あり）
- SHUMA
- F-17 RACING

##### フリップアップ（システムヘルメット）
- AFFID
- IBUKI
- KAZAMI
- RYUKI

##### オープンフェイス（ジェット）
- AVAND-II（特大サイズモデルあり）
- AFFID-J
- ASAGI
- EXCEED
- VENIRE
- BR-1
- BOB-K
- SPINDLE
- RADIC N（特大サイズモデルあり）
- KL-mini（XSサイズ）

##### ハーフカップ
- PF-5（XSサイズ設定あり）
- BK-C2
- BK-C2X
- REVOLVER AN-1
- REVOLVER AN-2

※2014年12月現在

#### 自転車用ヘルメット
- レジモス（タイムトライアル仕様あり）
- MS-2
- IZANAGI
- モストロ（タイムトライアル仕様あり）
- リガス
- リガス・レディース
- レフ
- ファロー
- スクード・L
- スクード・J（子ども用）
- マキシティ
- エアロ・K1
- エアロ・TP（受注生産品）
- エアロ・SN（受注生産品）
- IXA-C GM11
- DHベータ
- SP-3
- クリフ

#### 児童用ヘルメット

##### ソフトシェル
- メロンキッズS
- chabby
- J-CULES2
- WR-J

##### ハードシェル
- milpop-8
- milpop-7
- KIDS-X8
- KIDS-X7
- G-RIDE
- J-KONG S
- J-KONG M

#### 通学用ヘルメット
- SN-8
- SN-6
- SG-8

※2011年12月現在。なお、デザイン違いのバージョンが存在する商品もある。

## 諸問題

### JIS認証の取消し
2019年10月25日、日本車両検査協会は、認証製造業者である株式会社オージーケーカブトに対し、臨時の審査を実施したところ、長期間にわたり製品の組み立て場所に係る記録が適切に記載されていなかったことを確認した。同年11月25日、オージーケーカブトの品質管理体制が鉱工業品及びその加工技術に係る日本産業規格への適合性の認証に関する省令に定める基準を満足しておらず、その内容が重大であると認められたため、認証を取り消した。なお製品の安全性や品質については、JIS規格を満たしており、問題がないことが確認されている。